# Ренан, Генриетта
Ноэми́ Корне́лия Генрие́тта Рена́н (фр. Noémie Cornélie Henriette Renan, 1811—1861) — французская писательница и публицист, старшая сестра философа Эрнеста Ренана.
Единственная дочь бретонского моряка и рыбака и лавочницы-гасконки, Генриетта была на двенадцать лет старше Эрнеста Ренана, для которого являлась «второй матерью» и сильно повлияла на его становление как интеллектуала и учёного. В 1835 году Генриетта переехала в Париж, где работала классной дамой и учительницей в женском пансионе, далее — гувернанткой в богатых семьях. В 1838 году добилась переезда Эрнеста для обучения в Париж, и из своих заработков откладывала суммы на его обучение и материальную помощь матери. В дальнейшем Генриетта около десяти лет (1841—1850) работала в семействе польских магнатов Замойских, параллельно публиковалась в парижских журналах (1847—1855). В 1850 году из-за ухудшения здоровья Г. Ренан вернулась в Париж, где они с Эрнестом снимали общую квартиру. В дальнейшем в той же квартире жила супруга Эрнеста — Корнелия, урождённая Шеффер. В 1861 году Генриетта сопровождала своего брата в археологической экспедиции в Ливан, далее они отправились в путешествие по библейским местам Галилеи и Иудеи. В сентябре 1861 года пятидесятилетняя Генриетта Ренан скончалась от малярии и была похоронена в склепе богатого маронитского семейства в деревне Амшит.
Эрнест Ренан стремился сохранить память о своей сестре, в 1862 году опубликовал малым тиражом её биографию, которая в 1896 году вышла как предисловие к изданию их переписки. Переписка с Ренаном и собственные заметки о жизни в Германии и Италии Генриетты были опубликованы в 1923—1930 годах, и позволили судить о ней как о самостоятельной личности, которая постоянно полемизировала со своим братом. Интерес к личности Г. Ренан сохранялся весь XX век, была проведена научная конференция по её наследию, были опубликованы научные работы, в том числе диссертация Эвы Станкович.

## Происхождение

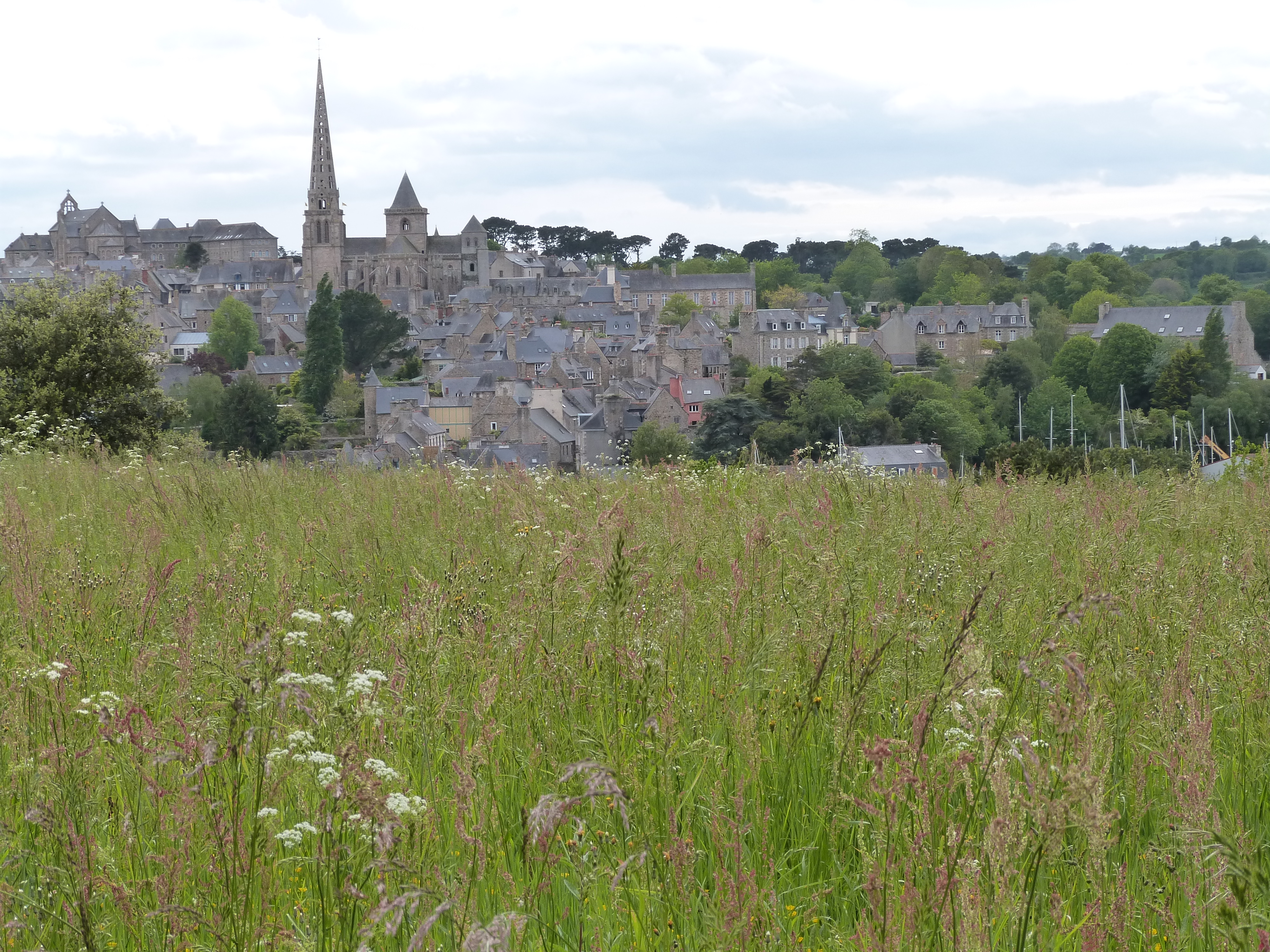
Вид Трегье в 2017 году

### Генеалогия
Эрнест Ренан в своих «Воспоминаниях о детстве и юности» приводил романтизированный миф о том, что его предки, якобы, сопровождали миссию святого Фрагана, который переселился из Уэльса в Арморику в конце V века. Этимологически фамилия «Ренан» восходит к имени святого Ронана, ирландского пилигрима, который поселился в Леоне на северо-западе Бретани, где существует приход Сен-Ренан. «Житие Ронана» цитировал и Эрнест Ренан в своих воспоминаниях, явно стремясь синтезировать Фрагана и Ронана, основываясь лишь на фонетическом сходстве и происхождении с Британских островов. Бретань отличалась хорошей сохранностью приходских реестров, которые были принудительно введены в XV веке решением Нантского епископата, старейшие сохранившиеся регистры рождений и смертей относятся к 1451 году (Роз-Ландрие), и являются древнейшими во всей Франции. Фамилия «Ренан» (сначала как взаимозаменяемая с Friquet) впервые появляется в церковных записях с 1611 года из прихода Плунез, епископства Сен-Брие, а семейная преемственность Ренанов прослеживается от 1626 года. Первоначальная фамилия «Фрике», по объяснению Бастьена Полена Вердена (Нимский университет), происходила от бретонского диалектизма friec или frieg, означающего «большой нос». Установить происхождение фамилии Ренан не представляется возможным: Б. П. Верден предполагал, что это могло быть именем основателя семейства — Ренан Фрике, которое, в свою очередь, основывалось на имени святого. Также близ Сен-Брие существует приход Рунан, название которого также могло образовать фамилию.
В документах середины XVIII века представители третьего поколения Ренанов неоднократно упоминались в статусе ménagers, что означало владельцев собственной земли, которые были в состоянии обработать её собственными силами и прокормиться, но не производили продукцию на рынок. В свидетельстве о крещении сына 1741 года Пьер Ренан был назван «моряком», тогда как его братья Ив и Жак оставались в статусе земледельцев.

### Дед и отец: Ален и Филибер Ренаны

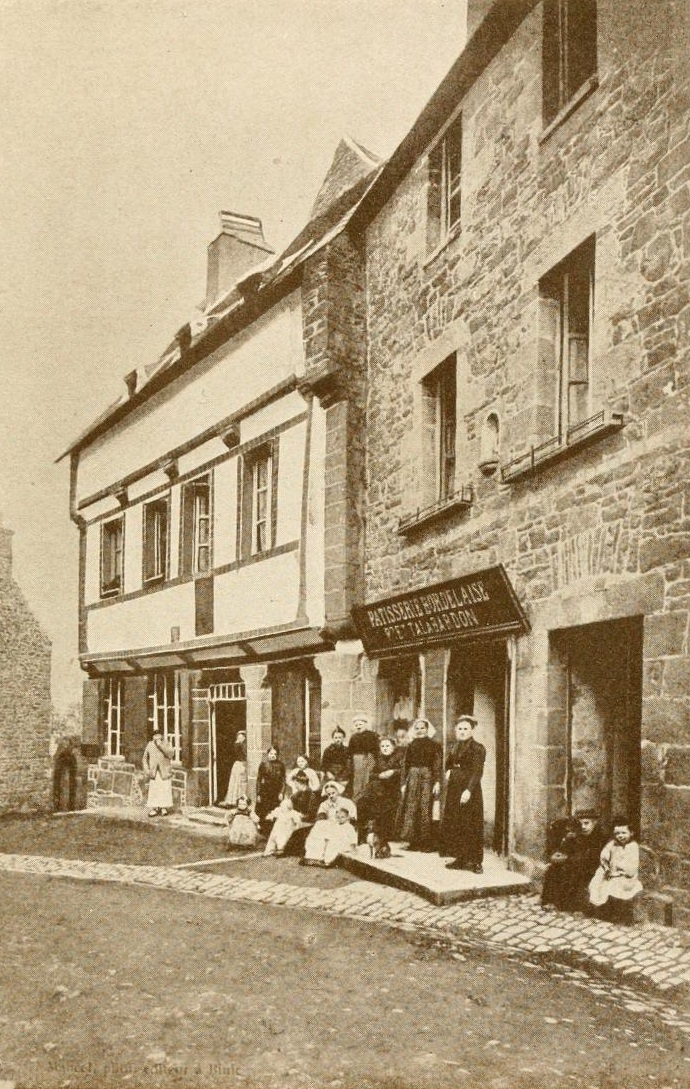
Дом, в котором родились Генриетта и Эрнест Ренаны. Фото 1905 года

Представитель четвёртого поколения Ален Ренан (1738—1818) был первым в семье, кто покинул сельскую местность и перебрался в порт и монастырский город Трегье. В 33-летнем возрасте Ален женился на Рене Маргарите Леместр, дочери городского лавочника и внучке королевского нотариуса. Ален Ренан в 1790-е годы упоминался в документах как шкипер рыболовных судов, но в основном занимался мелкими каботажными перевозками. Сохранился документ от 17 июня 1780 года о продаже дома, принадлежавшего вдове графа Калана, который тогда располагался на Главной улице Трегье прихода Сен-Себастьян (современный адрес: улица Эрнеста Ренана, дом № 20). Стоимость сделки составила 2850 ливров. Дом располагал подвалом, используемым как склад, первый этаж занимала лавка.
Великая французская революция сказалась на судьбе Ренанов и их родни. Трегье, как и вся Бретань, являлась оплотом монархизма и клерикализма. В 1789—1790 годы была совершена попытка не только отделить церковь от государства, но и ликвидировать всю церковную организацию, введя выборность епископата и приходских священников, и сделав их государственными служащими. Сохранился донос от некоего санкюлота на семейство Фегер (родню будущей жены Филибера Ренана — отца Эрнеста Ренана), которые укрывали беглых священников. Жозеф Мари Кадийян — дядя и крёстный отец Мадлен Фегер, был капитаном Национальной гвардии Ланьона, который начал расследование. В Трегье ему помогал избранный коммуной муниципальный чиновник Ален Ренан, который присутствовал и при гильотинировании двух священников и укрывавшей их матери пятерых детей, жены эмигранта Урсулы Топен. Версия Эрнеста Ренана, приведённая в «Воспоминаниях», сильно отличается от картины расследования и казни, реконструируемой по документам.
Единственным выжившим сыном Алена Ренана был Филибер Франсуа (1774—1828). Морская карьера была естественной для Филибера. Судя по документам, с 1792 года он регулярно ходил на торговых судах из Сен-Мало, вероятно, мог участвовать в каперских операциях. Однако в дальнейшем он был призван в военно-морской флот, и числился в команде фрегата «Эол» в IV и V годах Республики, в команде «Инкетта» в XII—XIV годах, и в 1806 году на фрегате «Брав». 6 февраля 1806 года «Брав» был захвачен англичанами, и попал в плен, однако документальных свидетельств пребывания его в Великобритании нет. 31 декабря 1807 году Филибер женился на Мадлен Фегер (1783—1868), семейным прозвищем которой было «Манон». Мадлен происходила из Ланьона, и по материнской линии принадлежала фамилии Кадийян, происходившей из гасконского семейства из Бордо. 27 июля 1808 года Ф. Ренан был уволен из военно-морского флота и далее сдал экзамен на капитанское звание. 6 октября 1808 года он получил удостоверение капитана дальнего плавания, дающее ему право ходить во все моря Западного полушария, включая Гренландию и обе Америки. К 1815 году он был владельцем собственного судна «Генриетта», приписанного к порту Трегье. В 1824 году он владел каботажным шлюпом «Авентюрер» (вместимостью, по разным данным, от 8 до 15 тонн) с тремя членами экипажа. В 1826 году он нанимался капитаном торгового судна «Сен-Франсуа де Трегье».

## Трегье — Ланьон (1811—1835)

### Детские годы
В браке Филибера Ренана и Манон Фегер было трое детей, родившихся в семейном доме в Трегье. 10 января 1809 года на свет появился первенец Ален Клер Ренан, свидетельство о рождении которого было выписано в присутствии отца и деда. 22 июля 1811 года родилась Генриетта Мари Ренан, свидетельство о рождении которой было зарегистрировано в присутствии отца, деда Алена Ренана и бабушки по материнской линии Клер Кадийян. В 1823 году у них родился поздний недоношенный ребёнок, крещёный Эрнестом. Гражданскими восприемниками его стали отец, медик Ив Лемуллек (возможно, кузен Мадлен Ренан), и акцизный чиновник Луи Бонтуон. Спустя пять лет (11 июня 1828 года). Собственное судно Филибера «Генриетта», несомненно, было названо в честь дочери, которая нравом и характером явно напоминала старшего Ренана.

### Смерть Филибера Ренана
В 1828 году Филибер Ренан ушёл из жизни. До исследований Б. Вердье, основной была версия, изложенная в воспоминаниях Э. Ренана, согласно которой Филибер Ренан пропал без вести во время промысла близ Сен-Мало, и, по косвенным данным умер 11 июня на песчаных отмелях, место упокоения его неизвестно. Учитывая жизненные обстоятельства, филолог и биограф Жан Бальку трактовал произошедшее как завуалированное самоубийство. Однако в акте от 15 сентября 1828 года о признании Ф. Ренана покойным, сказано, что дата смерти не определена. Расследование кончины капитана Ренана производилось властями Кот-д’Армора, и в судебных протоколах содержался результат реконструкции событий. Согласно ланьонскому архиву мирового суда, 11 июня 1828 года Филибер Ренан в Сен-Мало загрузил торговый шлюп «Сен-Пьер», но сам на борту не появился и в тот же день исчез. Команда, прождав несколько дней, всё-таки договорилась с другим шкипером, который доставил груз в Трегье. Мадлен Фегер-Ренан немедленно обратилась к властям, и 23 июля узнала о находке неопознанного трупа в Эрки. До этого она лично обращалась к контрагентам своего мужа в разных портах, включая Дьепп и Гавр. Кроме того, неопознанный труп был обнаружен 1 июля в дюнах Ланруэна, осмотр которого предприняли на следующий день лейтенант таможни Ла-Трошарде и член муниципалитета Лемордан. Никаких намёков на личность покойного не было обнаружено. Поскольку тело было сильно обезображено разложением, оно было захоронено на месте. Узнав о находке 23 июля, Мадлен Ренан подала заявление судье коммуны Пленёф для объявления расследования, и 25 июля заявила об опознании тела Филибера, так как на трупе была найдена его печатка. Свидетелем был зять Мадлен, часовщик Лефорестье. 26 июля в суде был проведён допрос участников расследования, включая Ла-Трошарде, и других. Было единогласно решено, что именно тело из Эрки и было останками Филибера. Некто Франсуа Жан Бенье заявил, что «в середине июля» (точный день он припомнить не смог) у церкви к Плеэделе встретил хорошо одетого человека, который заявил, что является капитаном из Трегье, судно которого находится в Сен-Мало. У этого человека был явный бретонский акцент.
Мадлен Ренан ещё с 1821 года имела нотариально заверенную доверенность на управление всем семейным имуществом, включая права заключать договоры в любой форме (включая ипотеку и иные операции с недвижимостью), возбуждать судебные иски и защищаться от них, и так далее. Имущество было довольно великом. С 1807 года Филибер был единоличным владельцем дома на Главной улице (стоимостью 13 200 франков), который дважды закладывался в 1811 и 1813 года, вероятно, под организуемые Ренаном коммерческие проекты. В 1821 году супруги Ренан брали банковскую ссуду под залог всего движимого и недвижимого имущества. В кредитном договоре 1823 года перечислено имущество семьи: кроме дома на Главной улице, ещё дом на улице Станко, и дом под названием «Викариат», а также доли ещё в трёх объектах недвижимости. Заём позволил Филиберу купить и оснастить шлюп «Авентюрер» в 1823 году, и ещё «Сен-Пьер» в 1825-м. После этого жизненный уровень семьи начал неудержимо падать: большой семейный дом был сдан за 450 франков в год городскому Литературному обществу, сестра Перрена Ренан (от второго брака Алена) снимала комнату. В 1828 году была проведена реструктуризация долга, который снизился с 8665 франков до шести тысяч ровно с рассрочкой на десять лет, которые должны были выплачиваться долями по 10 % (то есть 600 франков единоразово). Вскоре другой кредитор потребовал срочного возврата долга, в счёт которого был продан дом недавно скончавшегося Алена Ренана. После признания покойным Филибера была проведена опись имущества, оцененного в 1596 франков, тогда как долг достиг 22 425 франков 33 сантима. Аукцион принёс не более 1 % от суммы долга, и являлся актом публичного бесчестья.
К тому времени старший сын Ален с отличием окончил духовную школу и с начала 1828 года работал в одном из парижских банков. Мадлен, Генриетта и Эрнест переехали в Ланьон к родственникам. Около двух лет Эрнест провёл в Ланьоне на попечении незамужних тёток и старшей сестры. Генриетта сыграла огромную роль в воспитании и образовании младшего брата, который рассматривал её как вторую мать. В позднейших воспоминаниях и переписке Эрнест утверждал, что, несмотря на бедность, детство его было счастливым, а отношения в семье были отмечены искренней любовью. Со временем Мадлен Ренан сумела найти «снисходительных» кредиторов, и вернула лавку. Бабушка Кадийяк отменила требование пожизненной ренты в 400 франков, которые ей были должны Ренаны, а в 1834 году после смерти одного из кредиторов, его наследники согласились списать долг. Тем не менее, и к 1847 году долг покойного Ренана был далеко не закрыт. Генриетта попыталась открыть частный пансион для дочерей дворян и буржуа, располагавшийся прямо в семейном доме, но не преуспела. Получив в Ланьоне свидетельство учителя начальной школы, в 1834 году она отбыла в Париж. Она по-прежнему навещала семью на вакациях, старалась руководить воспитанием Эрнеста и негативно относилась к духовной карьере, которая ему предстояла, поскольку другого варианта «социального лифта» в Бретани не существовало.

## Самостоятельная жизнь. Педагог и писательница (1835—1850)

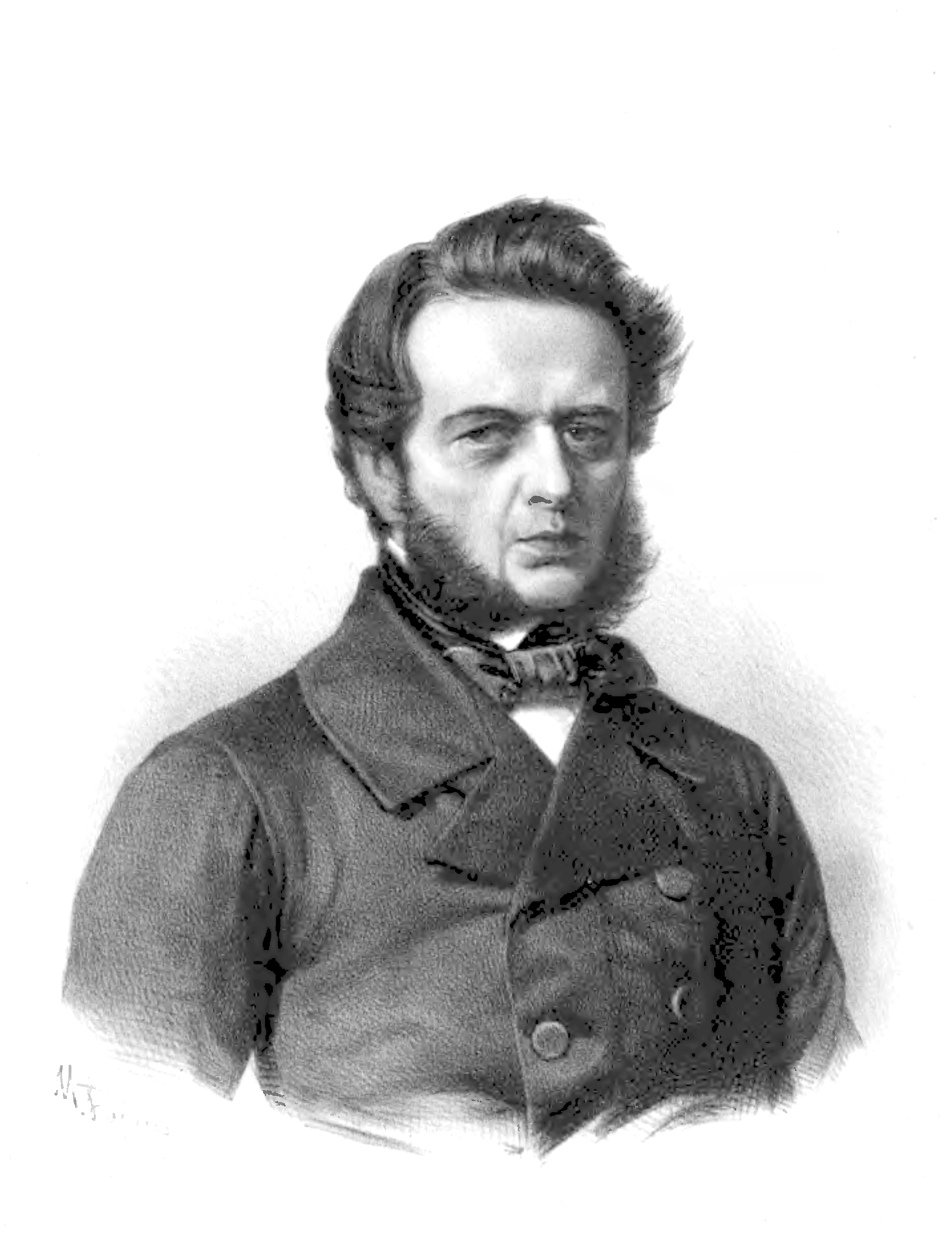
Анджей Замойский — работодатель и покровитель Генриетты Ренан

В Париже Генриетта сдружилась с Софи Ульяк, и сотрудничала в издаваемом ею журнале Le Journal des jeunes personnes. Её рекомендации позволили Генриетте Ренан работать гувернанткой в семействах польской знати, обосновавшихся в Париже. Доходы позволяли Ренан помогать матери погашать кредит и оплачивать обучение Эрнеста в семинарии. В дальнейшем Генриетта сотрудничала и с другими французскими периодическими журналами, используя разные псевдонимы, в том числе Emma du Guindy. К началу 1840-х годов Генриетта порвала с церковью и утратила веру, не рассматривая будущее Эрнеста-кюре как единственно возможное. Далее Генриетта устроилась гувернанткой в семейство Замойских в Вене, в котором прожила до 1850 года, лишь единожды за это время навестив родню. По контракту она получала 3000 франков годового жалованья, две трети которого откладывала в банк для будущей жизни, а из оставшейся тысячи посылала некоторые суммы матери и брату. Письмом 11 декабря 1847 года Генриетта сообщала о погашении семейной дебиторской задолженности в 2243 франка.
Февральская революция 1848 года прервала занятия в Коллеж де Франс, где учился Эрнест Ренан и вызвала заочную ссору с Генриеттой, поскольку сестра считала, что это была катастрофа, а брат полагал, что революция приведёт к переустройству социальной жизни на более рациональных началах и обновит церковь. В следующем году Эрнест был командирован в Италию, и в переписке с Генриеттой содержится множество сведений о его духовном развитии и изменению отношения к христианству. Так, Эрнест сообщал сообщал, что в Риме христианство живо в среде «наивного простонародья», и его потрясла проповедь в руинах Колизея, которую произносил монах-капуцин для «невзыскательной и невнимательной» паствы. Приводил он и другие примеры народной веры, как, например, женщина, страдавшая водянкой, которая упорно отказывалась от помощи, чтобы подняться по церковным ступеням, ибо дала обет. В этих же письмах проявились и эротические желания Эрнеста (воплощённые в мечтаниях о дантовой Беатриче), который, однако, считал свой вынужденный целибат в высшей степени продуктивным для науки. В переписке Эрнест сравнивал себя и Генриетту с Бенедиктом Нурсийским и его сестрой святой Схоластикой, что вызвало гнев Генриетты.

## В семействе Эрнеста Ренана (1850—1861)
К лету 1850 года у Генриетты сильно ухудшилось здоровье, и она сочла, что заработала достаточно, чтобы вернуться в Париж. Эрнест заканчивал научную командировку в Италию, и 1 августа брат и сестра воссоединились в Берлине. Ренан-младший нашёл, что Генриетта сильно постарела: к тому времени они не виделись почти полтора десятка лет. В Париже для экономии Генриетта и Эрнест Ренаны сняли общую квартиру на улице Валь-де-Грас. Жить предстояло на сбережения Генриетты, в быту Эрнест был молчаливым, отчуждённым и неприступным. Он вёл почти тот же монашеский образ жизни, как и в семинарии и когда работал в пансионе Круазе, с той разницей, что с Генриеттой можно было обмениваться мыслями непосредственно, а не в письмах. 26 марта 1851 года Эрнеста назначили внештатным сотрудником отдела рукописей Национальной библиотеки с жалованьем 800 франков в год. Он не собирался оставаться безбрачным. Огюстен Тьерри или историк Анри Мартен ввели Эрнеста в семейство художников Шефферов, поскольку в парижском обществе Ренан практически не бывал, не улучшило его светских навыков и путешествие в Италию. Женский круг общения, кроме Генриетты, составляли матери студентов и профессорские жёны. Жизнь дома Шефферов была построена вокруг братьев которые были протестантами и практически ничем, кроме искусства, не интересовались. 13 сентября 1856 года Ренан обвенчался с племянницей владельцев мастерской — Корнелией (1833—1894). Брак Ренана чрезвычайно усложнил отношения с Генриеттой, от которой Эрнест и Корнелия зависели в финансовом отношении. Из неопубликованного письма Генриетты матери следует, что она оплачивала 500 франков годовой аренды за квартиру и дополнительно вносила 800 франков на продукты, дрова, свечи и керосин, расходы на прачку, и тому подобное. Вдобавок она обижалась на интимное прозвище «Наседка» (la Poule), придуманное Корнелией. Ренан даже пытался сосватать сестру за профессора-эллиниста Эмиля Эггера. Он признавал, что первый год семейной жизни был «несчастным». Сложная семейная коллизия ещё более усугубилась, когда мать Мадлен, уже не будучи в состоянии содержать себя, собралась в монастырь. Эрнест ей этого не позволил и в апреле 1857 года перевёз мать к себе в Париж, где она прожила до своей кончины в 1868 году. 28 октября 1857 года появился на свет первенец Эрнеста и Корнелии — Ари. Появление племянника явно примирило Генриетту с братом и его женой, позволив 45-летней женщине несколько скомпенсировать собственное нереализованное материнство.

## Ливан. Кончина (1860—1861)
Императорским указом 11 октября 1860 года Ренан был назначен начальником «Финикийской миссии» в составе археологической экспедиции в Библ. В состав экспедиции была включена и Генриетта Ренан — в должности счетовода и личного секретаря начальника. Впрочем, в переписке с Бертло она жаловалась, что «её брат уже давно не тот человек, которого тот когда-то знал». Из-за содействия «еретику» Ренану его сестре даже было отказано в причащении. В экспедицию в конце концов включили и Корнелию, которой пришлось оставить их с Эрнестом двухлетнего сына Ари в Париже. В Бейрут отплыли в октябре 1860 года и обосновались 26 ноября на стационарной базе в деревне Амшит. Место для базы было рекомендовано маронитским патриархом Мар Бутросом Массаадом, ею стал дом богатого маронитского семейства, главой которого тогда был Захия Шальхуб. Амшит, по оценке Генриетты, располагался в 40 км к северу от Бейрута, и оттуда было удобно ездить на раскопки.
Ренан владел арабским языком и уважительно относился к местным жителям, а Генриетта отлично ладила с детьми; местные жители принимали её за монахиню. Ренаны из уважения к хозяевам каждое воскресенье ходили к мессе, которую служил приходской священник Ибрагим Эль Каллаб. Корнелия с Генриеттой явно «делили» Ренана, например, за право повязать ему галстук или вычистить запылённую одежду. На это обращали внимание все участники команды, включая художника и фотографа Эдуарда Локруа. В апреле Эрнест и Генриетта отправились на Святую землю, дабы «оживить в своих глазах евангельскую историю». 34-дневное путешествие завершилось в Иерусалиме, где уже началась жара. По-видимому, возможность непосредственно соприкоснуться с топографией библейских событий сыграла главную роль в решении Ренана отправиться в экспедицию. Далее Корнелию пришлось поспешно отправлять во Францию (1 июня), ибо без неё заболел маленький Ари, а сама она была беременна. Эрнест с Генриеттой продолжили путешествие. Ренан окончательно принял решение написать собственную версию жизнеописания Иисуса Христа. В июле брат и сестра вновь обосновались в Амшите, где в доме Захии Шальхуба Эрнест диктовал, а Генриетта стенографировала и перебеливала рукопись. К сентябрю изложение было доведено до Тайной вечери, после чего оба заболели малярией. Семейство Захия привезло из Бейрута врачей-европейцев и вовремя начало лечение хинином, однако Генриетта скончалась во время приступа 24 сентября и была похоронена в склепе местного маронитского семейства. В этот момент Эрнест Ренан был без сознания. Врачи настаивали на его перевозке в Бейрут, что, вместе со врачебными услугами, обошлось хозяевам в 1000 пиастров. Лишь 10 октября 1861 года Ренан отбыл в Париж, проведя в поездке около года. В начале 1865 года Ренан вновь посетил Амшит и не решился просить у маронитских друзей отдать останки Генриетты, захоронением которой они явно дорожили: первоначально предполагалось перевезти её прах во Францию.

## Память
Памяти сестры Ренан посвятил эссе Henriette Renan : Souvenir pour ceux qui Vont connue, отпечатанное в 1862 году тиражом 100 экземпляров. По завещанию, это эссе следовало обнародовать, и в 1895 году «Моя сестра Генриетта» была опубликована большим тиражом с иллюстрациями племянника Ари Ренана, и в 1896 году текст эссе вошёл в том избранной переписки Эрнеста Ренана. Том переписки Эрнеста и Генриетты за 1846—1850 годы был напечатан дочерью и внучкой Ренана в 1923 году (Nouvelles lettres intimes (1846—1850)).

## Публикации
- Lettres intimes: 1842—1845 : précédeés de Ma soeur Henriette par Ernest Renan :  [фр.]. — Paris : Calmann Lévy, éditeurs, 1896. — 407 p.
  - Ренан Э. Моя сестра Генриетта // Собрание сочинений Эрнеста Ренана в двенадцати томах / Пер. с фр. под ред. В. Н. Михайлова. — Киев : Издание Б. К. Фукса, Типография Петра Барского, 1902. — Т. X. — С. 167—196. — 210 с.
- Ernest Renan — Henriette Renan. Nouvelles lettres intimes: 1846—1850 :  [фр.]. — Paris : Calmann Lévy, éditeurs, 1923. — 515 p.
- Renan H. Pologne — Rome — Allemagne — Voyage en Syrie :  [фр.] / publié avec des notes par Henry Moncel; introduction par Mary Duclaux. — Paris : La Reinassance du Livre, 1930. — 266 p. — (Nouvelle bibliothèque romantique, 1).